# 本頓 (阿肯色州)
本頓（英語：Benton）是一個位於美國阿肯色州薩林縣的城市。根據2020年美國人口普查，該地共人口35014人，而該地的面積約為60.65平方千米。同時該地也是薩林縣的縣治。

## 地理
本頓的座標為34°34′15″N 92°34′37″W / 34.57083°N 92.57694°W，而該地的平均海拔高度為124米（即407英尺）。